# Jake O'Brien
Pour les articles homonymes, voir O'Brien.
Jake O'Brien, né le 15 mai 2001 dans le comté de Cork, est un footballeur international irlandais qui évolue au poste de défenseur central à l'Everton FC.

## Biographie

### Enfance
Né dans le Comté de Cork, Jake O'Brien a grandi dans la ville de Youghal.[réf. souhaitée]
Durant sa jeunesse, il a notamment pratiqué la boxe et le hurling, gagnant même les championnats nationaux dans les deux disciplines pour les moins de 14 ans,.
O'Brien pensait à l'origine faire une carrière de boxeur mais affirme avoir abandonné pour se concentrer uniquement sur le football.
Il rejoint le centre de formation de Cork City.[réf. souhaitée]

### Carrière en club
O'Brien commence sa carrière avec l'équipe professionnel de Cork City, son club formateur, de 2019 à 2021.
O'Brien est prêté à Crystal Palace en février 2021. Il signe un contrat permanent avec le club en août en activant la clause d'achat dans son contrat de prêt en août 2021 et joue alors avec l'équipe espoirs.
En janvier 2022, il est prêté à Swindon Town puis en août de la même année il est prêté à RWD Molenbeek et remporte avec le club le titre de Challenger Pro League, la deuxième division professionnel belge et contribue ainsi à la montée en première division.
En août 2023, il signe à l'Olympique lyonnais pour 1 million d'euros, faisant ses débuts en Ligue 1, le 1er octobre 2023. Il devient ainsi le premier Irlandais à jouer en Ligue 1 depuis 2000.
Au fil des mois, l'Irlandais s'impose rapidement en tant que titulaire au sein de l'équipe lyonnaise. Le 12 novembre 2023, il permet à l'OL d'obtenir sa première victoire de la saison à Rennes en inscrivant le but décisif (1-0). Le 2 décembre 2023, lors du match opposant l'OL au RC Lens (défaite 2-3), il inscrit également un doublé.
Grâce à ses qualités athlétiques, il devient par la suite un pilier de la défense lyonnaise en compagnie Duje Caleta-Car et participe au lent dressement de l'équipe lyonnaise en championnat.
Le 30 juillet 2024, il signe à Everton pour un montant de 19,5 millions d'euros + 10% d'indemnités sur une éventuelle plus-value à la revente.

## Palmarès

### En club
- RWD Molenbeek
  - Champion de Belgique de deuxième division en 2023.

- Olympique lyonnais
  - Finaliste de la Coupe de France en 2024.

## Statistiques détaillées
| Saison                | Club                  | Championnat           | Championnat | Championnat | Championnat | Coupe nationale | Coupe nationale | Coupe nationale | Coupe de la Ligue | Coupe de la Ligue | Coupe de la Ligue | Supercoupe | Supercoupe | Supercoupe | Compétition(s) continentale(s) | Compétition(s) continentale(s) | Compétition(s) continentale(s) | Compétition(s) continentale(s) | République d'Irlande | République d'Irlande | République d'Irlande | Total | Total | Total |
| Saison                | Club                  | Division              | M.          | B.          | P.d.        | M.              | B.              | P.d.            | M.                | B.                | P.d.              | M.         | B.         | P.d.       | Comp.                          | M.                             | B.                             | P.d.                           | M.                   | B.                   | P.d.                 | M.    | B.    | P.d.  |
| 2019                  | Cork City             | League of Ireland     | 1           | 0           | 0           | -               | -               | -               | -                 | -                 | -                 | -          | -          | -          | -                              | -                              | -                              | -                              | -                    | -                    | -                    | 1     | 0     | 0     |
| 2020                  | Cork City             | League of Ireland     | 8           | 0           | 0           | 4               | 0               | 0               | -                 | -                 | -                 | -          | -          | -          | -                              | -                              | -                              | -                              | -                    | -                    | -                    | 12    | 0     | 0     |
| Sous-total            | Sous-total            | Sous-total            | 9           | 0           | 0           | 4               | 0               | 0               | -                 | -                 | -                 | -          | -          | -          | -                              | -                              | -                              | -                              | -                    | -                    | -                    | 13    | 0     | 0     |
| 2021-2022             | Swindon Town (prêt)   | League Two            | 21          | 0           | 1           | -               | -               | -               | -                 | -                 | -                 | -          | -          | -          | -                              | -                              | -                              | -                              | -                    | -                    | -                    | 21    | 0     | 1     |
| 2022-2023             | RWD Molenbeek (prêt)  | Challenger Pro League | 30          | 3           | 1           | 1               | 0               | 0               | -                 | -                 | -                 | -          | -          | -          | -                              | -                              | -                              | -                              | -                    | -                    | -                    | 31    | 3     | 1     |
| Sous-total            | Sous-total            | Sous-total            | 51          | 3           | 2           | 1               | 0               | 0               | -                 | -                 | -                 | -          | -          | -          | -                              | -                              | -                              | -                              | -                    | -                    | -                    | 52    | 3     | 2     |
| 2023-2024             | Olympique lyonnais    | Ligue 1               | 27          | 4           | 2           | 5               | 1               | 0               | -                 | -                 | -                 | -          | -          | -          | -                              | -                              | -                              | -                              | 2                    | 0                    | 0                    | 34    | 5     | 2     |
| Sous-total            | Sous-total            | Sous-total            | 27          | 4           | 2           | 5               | 1               | 0               | -                 | -                 | -                 | -          | -          | -          | -                              | -                              | -                              | -                              | 2                    | 0                    | 0                    | 34    | 5     | 2     |
| 2024-2025             | Everton FC            | Premier League        | 20          | 2           | 0           | 2               | 0               | 0               | 2                 | 0                 | 1                 | -          | -          | -          | -                              | -                              | -                              | -                              | 5                    | 0                    | 0                    | 29    | 2     | 1     |
| Sous-total            | Sous-total            | Sous-total            | 20          | 2           | 0           | 2               | 0               | 0               | 2                 | 0                 | 1                 | 0          | 0          | 0          | -                              | 0                              | 0                              | 0                              | 5                    | 0                    | 0                    | 29    | 2     | 1     |
| Total sur la carrière | Total sur la carrière | Total sur la carrière | 107         | 9           | 4           | 12              | 1               | 0               | 2                 | 0                 | 1                 | 0          | 0          | 0          | -                              | 0                              | 0                              | 0                              | 7                    | 0                    | 0                    | 128   | 10    | 5     |